# فالتر نيستروم
فالتر نيستروم (بالسويدية: Valter Nyström)‏ هو عداء مسافات طويلة سويدي، ولد في 30 ديسمبر 1915 في Högbo ‏ في السويد، وتوفي في 11 مارس 2011 في Årsunda ‏ في السويد.

## وصلات خارجية
- فالتر نيستروم على موقع رابطة إحصائيات سباق الطريق (الإنجليزية)
- فالتر نيستروم على موقع أوليمبيديا (الإنجليزية)
- فالتر نيستروم على موقع اللجنة الأولمبية السويدية (السويدية)